# Vivien Ciskowski

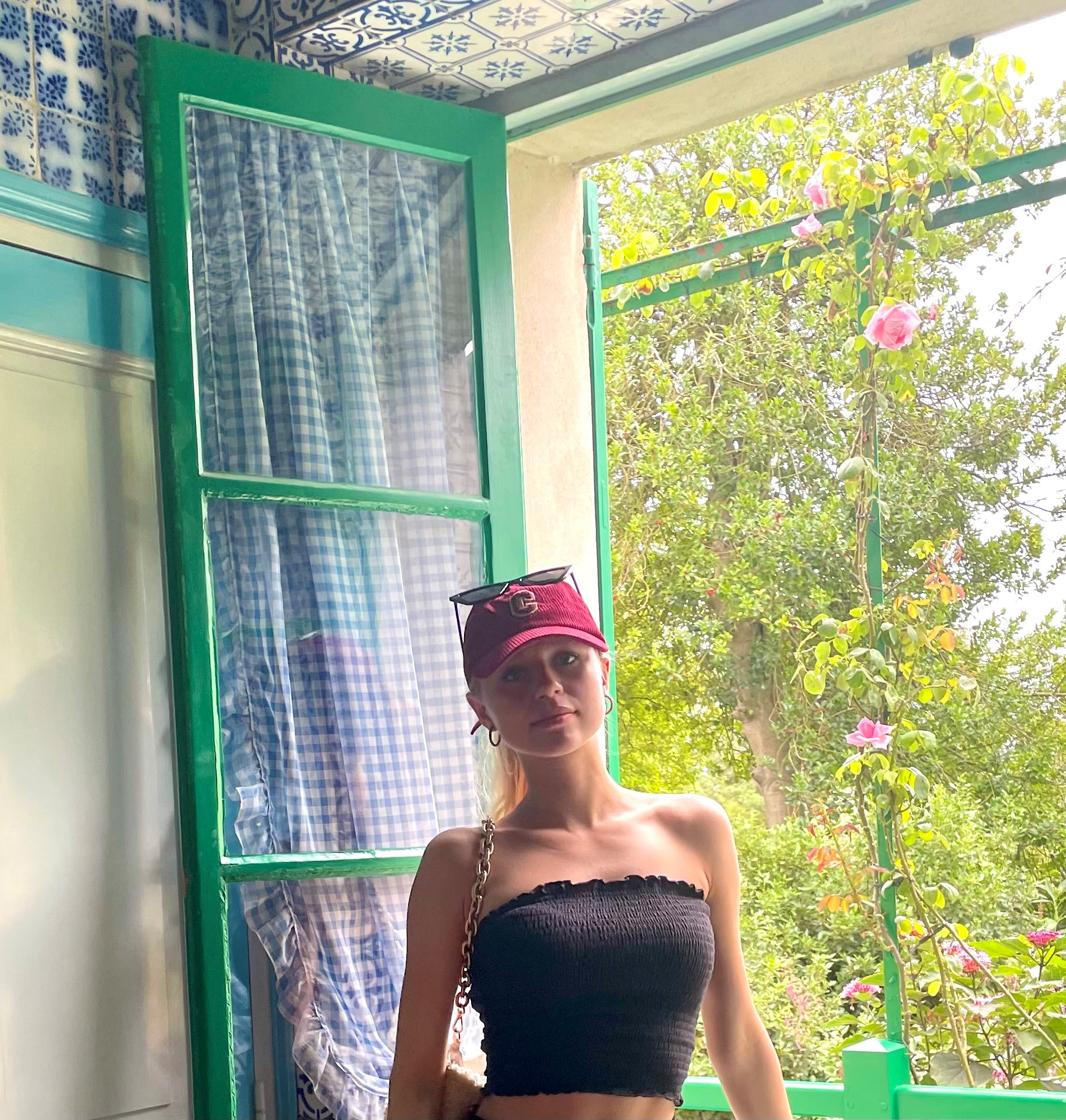
Vivien Ciskowski (2022)

Vivien Ciskowski (geboren 2000 in Kiel) ist eine deutsche Schauspielerin, die als Kinderdarstellerin zum Film kam.

## Leben
Vivien Ciskowski wuchs in Kiel auf und beendete 2022 ihre schulische Ausbildung. Da sie polnischer Abstammung ist, spricht sie fließend Polnisch. Sie lebt mit ihrer Familie in Kiel.
Im Jahr 2009 spielte sie als Kinderdarstellerin erstmals in einem Fernsehfilm und wurde für die Hauptrolle der „Michelle Novak“ in der Episode 732 des Kieler Tatort: Borowski und die heile Welt eingesetzt. Sie spielte ein lebensfrohes junges Mädchen, dessen Eltern sich häufig streiten und oft genervt sind, weshalb sie vernachlässigt wird. Eines Tages läuft sie weg und wird von ihrer Mutter als vermisst gemeldet.
2010 wurde sie im deutschen TV-Dokudrama Eichmanns Ende – Liebe, Verrat, Tod eingesetzt, in welchem sie die Tochter des Journalisten Willem Sassen spielt, welcher Adolf Eichmann, einen Kriegsverbrecher der NS-Zeit, interviewt.
2011 übernahm sie elfjährig eine Rolle in dem Anti-Kriegsfilm 4 Tage im Mai mit, welcher in Deutschland, der Ukraine und Russland zu sehen war. Der Film beruht auf einer wahren Begebenheit und handelt von einem Spähtrupp der Roten Armee. Sowjetische Wehrmachtsoldaten kämpfen zum Ende des Zweiten Weltkrieges gegen die eigenen Truppen, um deutsche Frauen und Kinder zu schützen.
Weitere Erfahrungen als Kinderdarstellerin machte sie 2013 im deutschen Horror-Kurzfilm Rotkäppchen: Eine Erzählung von Blut und Tod, welcher für den deutschen Nachwuchspreis und Shocking Short Award nominiert wurde.
Im Jahr 2014 spielte sie die Nebenrolle der „Luise“ in dem deutschen Spielfilm Wolfskinder, der in Ostpreußen im Sommer 1946 spielt. Sie und ihr kleiner Bruder „Karl“ stoßen zu einer Gruppe von wechselnden Kindern, welche auf der Flucht vor russischen Soldaten, Hunger und Tod sind.

## Filmografie (Auswahl)

### Fernsehen
- 2009: Tatort: Borowski und die heile Welt
- 2010: Eichmanns Ende – Liebe, Verrat, Tod

### Film
- 2011: 4 Tage im Mai
- 2013: Rotkäppchen: Eine Erzählung von Blut und Tod
- 2014: Wolfskinder